# Alexandru cel Bun (okręg Jassy)
Alexandru cel Bun – wieś w Rumunii, w okręgu Jassy, w gminie Vlădeni. W 2011 roku liczyła 519 mieszkańców.